# 湖東コミュニティネットワーク
湖東コミュニティネットワーク（ことうコミュニティネットワーク）は、滋賀県東近江市にあったケーブルテレビ局である。
略称　KCN
旧湖東町の町営ケーブルテレビ局であり「東近江市湖東地区」をサービスエリアとしていたが
2006年12月に新市（東近江市）をサービスエリアとする東近江ケーブルネットワークが開局したことにより、サービス終了となった。

## サービスエリア
- 滋賀県東近江市

## 経過
- 開局時期については見当らないが、東近江市公共施設整備基金条例[1]によれば、1993年（平成5年）に「湖東コミュニティネットワーク基金条例」が施行されている。
- 2002年　インターネット接続サービス開始[2]。
- 2003年（平成15年）　「八日市市・永源寺町・五個荘町・愛東町・湖東町合併協議会[3]」始まる。
- 2004年10月28日開催の第13回合併協議会において、東近江市全域をサービスエリアとするケーブルテレビ整備計画（案）公表[4]。
- 2005年2月11日 合併により、東近江市の市営ケーブルテレビ局となる。市には、ケーブルテレビ整備計画を遂行するための専門部所が設けられ6月からは市の広報誌[5]や説明会で住民説明が開始された。
- 2006年12月　東近江ケーブルネットワークのサービス開始[6]。
- 2007年7月　撤去工事[7]入札結果公表[8]。その後の湖東コミュニティネットワークの撤去工事完了をもって事業は終了した。

## スタジオ所在地
- 滋賀県東近江市池庄町505
  - 現在は東近江ケーブルネットワーク本社がある。総務省 近畿総合通信局の資料「ケーブルテレビのすすめ2007[9]」によれば、「旧湖東コミュニティネットワークの局舎をセンターとし」という記載が認められる。
  - 同じ所番地には、東近江市役所 湖東支所[10]（旧・湖東町役場）があり、Googleマップによれば隣接して建物が設置されている。。

## 主な放送チャンネル

### 地上波系列別再送信局
| NHK-G   | NHK-E   | NTV        | ANN      | JNN      | TXN | FNS        | UHF                |
| ------- | ------- | ---------- | -------- | -------- | --- | ---------- | ------------------ |
| NHK大津 | NHK大阪 | 読売テレビ | 朝日放送 | 毎日放送 |     | 関西テレビ | KBS京都 びわ湖放送 |

### テレビ局
| アナログ | 放送局                     |
| -------- | -------------------------- |
| 4        | 毎日放送                   |
| 5        | NHK総合                    |
| 6        | 朝日放送                   |
| 8        | 関西テレビ                 |
| 9        | KBS京都                    |
| 10       | 読売テレビ                 |
| 11       | びわ湖放送                 |
| 12       | NHK教育                    |
| 17       | 農業気象                   |
| 18       | 衛星劇場                   |
| 20       | 番組ガイド                 |
| 21       | KCNチャンネル              |
| 22       | WOWOW                      |
| 23       | スター・チャンネル         |
| 29       | お天気パーソナルチャンネル |
| 30       | KCN文字放送                |
| 31       | 旅チャンネル               |
| 32       | 放送大学テレビ             |
| 33       | 放送大学ラジオ             |
| 34       | BBCワールド                |
| 35       | 日経CNBC                   |
| 36       | NNN24                      |
| 37       | スーパーチャンネル         |
| 38       | ディスカバリーチャンネル   |
| 39       | スペースシャワーTV         |
| 40       | カートゥーン ネットワーク  |
| 41       | ホームドラマチャンネル     |
| 42       | G+ SPORTS & NEWS           |
| 43       | GAORA                      |
| 52       | グリーンチャンネル         |
| 53       | NHK衛星第1                 |
| 54       | NHK衛星第2                 |

## 通信サービス
- インターネット接続サービスが実施されていた。